# Чегуту
Чегуту (англ. Chegutu) - місто на півночі центральної частини Зімбабве, на території провінції Західний Машоналенд.

## Географія
Розташоване приблизно за 120 км на північний захід від столиці країни, міста Хараре. Абсолютна висота - 1170 метрів над рівнем моря .

## Населення
За даними на 2013 рік чисельність населення складає 47 664 людини .
Динаміка чисельності населення міста по роках:
| 2002  | 2013  |
| ----- | ----- |
| 42959 | 47664 |

## Транспорт
Чугуту знаходиться на головній автомобільній дорозі (A-5), що з'єднує Хараре і Булавайо.